# 파푸아 뉴기니 준주
파푸아 뉴기니 준주(영어: Territory of Papua and New Guinea), 또는 공식 명칭 파푸아 준주 및 뉴기니 준주 행정 연합(영어: Administrative Union of the Territory of Papua and the Territory of New Guinea)은 1949년 파푸아 준주와 오스트레일리아가 통치하는 신탁통치령 뉴기니 준주의 연합으로 설립된 준주이다. 1971년 12월 명칭을 "파푸아뉴기니"로 변경했고 1975년에 파푸아뉴기니 독립국이 되었다.

## 배경

### 식민지화와 세계 대전
1884년, 독일은 공식적으로 섬의 북동쪽 4분의 1을 차지했고 그곳은 독일령 뉴기니로 알려지게 되었다. 1884년, 뉴기니 남부 해안인 파푸아에 영국 보호령이 선포되었다. 영국령 뉴기니라고 불린 이 보호령은 1888년 9월 4일에 완전히 합병되었고, 1902년에 새로 연방을 이룬 오스트레일리아 연방으로 소유권이 넘어갔으며, 영국령 뉴기니는 오스트레일리아령 파푸아 준주가 되어 1906년에 오스트레일리아 행정이 시작되었다.
오스트레일리아 해군 및 군사 원정군은 제1차 세계 대전 초기에 1914년에 독일령 뉴기니와 인접한 비스마르크 제도를 연합군을 위해 점령했다. 전쟁 후 1919년 파리 강화 회의에서 오스트레일리아 총리 빌리 휴스는 패배한 독일 제국으로부터 뉴기니를 확보하려 했다. 회의에서 그는 이렇게 말했다: "전략적으로 북부 섬들(뉴기니와 같은)은 요새처럼 오스트레일리아를 감싸고 있습니다. 그것들은 도시에 물이 필요한 만큼 오스트레일리아에 필수적입니다." 베르사유 조약 제22조는 독일과 동맹국의 제국령을 승리한 연합군 사이에 분할하도록 규정했으며, 독일령 뉴기니, 비스마르크 제도 및 나우루는 오스트레일리아에 국제연맹 위임통치령으로 할당되었다: "[동맹국]에 의해 이전에 통치되었고 현대 세계의 험난한 조건에서 아직 스스로 설 수 없는 민족들이 거주하는" 영토.
태평양 전쟁이 시작된 직후 일본군이 뉴기니섬을 침략했고, 일본군은 네덜란드령 뉴기니로 알려진 서뉴기니의 대부분과 뉴기니 준주의 상당 부분을 점령했다. 일본군의 침공으로 시작된 뉴기니 전역은 태평양 전쟁의 주요 전역이었다. 총 20만 명의 일본군 병사, 해군 및 공군 요원이 이 전역에서 사망했으며, 약 7,000명의 오스트레일리아군과 7,000명의 미군 요원이 사망했다. 주요 전투로는 코코다 트랙 전투, 부나-고나 전투 및 밀른만 전투가 있었다. 1943년부터 1944년까지 이어진 파푸아뉴기니 공세는 오스트레일리아군이 전개한 단일 작전 중 가장 큰 규모였다. 뉴기니에서는 연합군과 뉴기니에 주둔한 일본 제18군 사이에 치열한 전투가 일본의 항복이 이루어진 1945년까지 계속되었다.

## 파푸아 뉴기니 준주의 설립
1945년 일본의 항복 이후, 파푸아 및 뉴기니의 민간 행정이 복원되었고, 파푸아 뉴기니 임시 행정법(1945–46)에 따라 파푸아와 뉴기니는 행정 연합으로 통합되었다. 파푸아 뉴기니법 1949는 행정 목적으로만 파푸아 준주와 뉴기니 준주를 파푸아 뉴기니 준주로 통합했다. 이 법은 뉴기니를 국제 신탁 통치 체제 하에 두는 것을 공식적으로 승인하고, 뉴기니와 파푸아의 행정 연합을 파푸아 뉴기니 준주라는 명칭으로 확인했다. 또한 입법회(1951년 설립), 사법 제도, 공공 서비스 및 지방 정부 시스템을 제공했다. 의회는 1963년에 입법회를 대체했으며, 최초의 파푸아 뉴기니 의회는 1964년 6월 8일에 개회했다.
1963년, 인구는 약 2백만 명이었으며, 이 중 약 25,000명은 비원주민이었다. 경제는 커피, 코코아, 코프라와 같은 상품 작물뿐만 아니라 제재소, 부두 및 공장에 기반을 두었다. 험준한 지형으로 인해 지역 간의 통신이 어려웠고, 영토 내에 국가적 단결이 부족했다.
영토가 관리되었던 방식 중 하나는 순찰관의 사용을 통해서였다. 1949년부터 1974년 사이에 2,000명 이상의 오스트레일리아인이 현지에서 "키압 (관리)"(kiap)으로 알려진 순찰관으로 복무했다. 순찰관의 업무에는 다음이 포함되었다: 행정 영향력 통합 촉진, 법치 유지, 법원 사건 수행 및 치안 판사로서의 재판, 경찰 업무 수행, 인구 조사 실시, 경제 개발 장려, 호위 제공, 정부용 토지 구매 및 지방 선거 감독.

## 독립을 향하여
1971년 12월 13일, 준주의 이름은 파푸아뉴기니로 변경되었다. 오스트레일리아 해외 영토 장관 앤드루 피콕의 지휘 아래, 이 준주는 1972년에 자치권을 획득했다. 1972년 선거에서는 수석 장관 마이클 소마레가 이끄는 내각이 구성되었고, 그는 PNG를 자치와 독립으로 이끌겠다고 서약했다. 1975년 파푸아뉴기니 독립법이 통과된 후, 오스트레일리아의 휘틀럼 정부 임기 중 이 준주는 독립국이 되었고 1975년 9월 16일에 독립을 달성했다.

## 같이 보기
- 파푸아뉴기니의 역사

## 추가 자료
- Denoon, Donald (2005). 《A Trial Separation: Australia and the Decolonisation of Papua New Guinea》 (PDF). Pandanus Books. ISBN 9781921862922.